# روبرت كينيدي (لاعب كريكت)
روبرت كينيدي (3 يونيو 1972 بدنيدن في نيوزيلندا - ) (بالإنجليزية: Robert Kennedy)‏ هو لاعب كريكت نيوزلندي. شارك مع منتخب نيوزيلندا الوطني للكريكت.

## وصلات خارجية
- روبرت كينيدي على موقع إي آس بي آن كريك إنفو (الإنجليزية)